# Mohamed Abdelmonem
Mohamed Abdelmonem (Zaqaziq, 1 de febrero de 1999) es un futbolista egipcio que juega en la demarcación de defensa para el O. G. C. Niza de la Ligue 1.

## Selección nacional
Hizo su debut con la selección de fútbol de Egipto en un partido de la Copa Árabe de la FIFA 2021 contra Jordania que finalizó con un resultado de 3-1 a favor del combinado egipcio tras los goles de Marwan Hamdy, Ahmed Refaat y Marwan Dawoud para Egipto, y de Yazan Al-Naimat para Jordania.

### Goles internacionales
| # | Fecha                    | Estadio                                                                          | Oponente | Gol | Resultado | Competición                    |
| - | ------------------------ | -------------------------------------------------------------------------------- | -------- | --- | --------- | ------------------------------ |
| 1 | 19 de enero de 2022      | Estadio Ahmadou Ahidjo, Yaundé, Camerún                                          | Sudán    | 1–0 | 1–0       | Copa Africana de Naciones 2021 |
| 2 | 27 de septiembre de 2022 | Estadio de Alejandría, Alejandría, Egipto                                        | Liberia  | 2–0 | 3-0       | Amistoso                       |
| 3 | 26 de marzo de 2024      | Estadio de la Nueva Capital Administrativa, Nueva Capital Administrativa, Egipto | Croacia  | 2–4 | 2-4       | FIFA Series 2024               |

## Clubes
| Club               | País    | Año       | Partidos | Goles |
| ------------------ | ------- | --------- | -------- | ----- |
| Smouha SC (cedido) | Egipto  | 2020-2021 | 33       | 2     |
| Future FC (cedido) | Egipto  | 2021-2022 | 7        | 0     |
| Al-Ahly            | Egipto  | 2022-2024 | 115      | 8     |
| O. G. C. Niza      | Francia | 2024-     | 18       | 0     |